# Gunnel Nyman
Gunnel Anita Nyman, geboren als Gunnel Anita Gustafsson (Turku, 19 september 1909 - Helsinki, 7 oktober 1948) was een Fins glasontwerper. Ze wordt beschouwd als een pionier die de basis legde voor de moderne glaskunst in Finland.

## Levensloop
Nyman werd geboren in Turku op 19 september 1909. Ze was de dochter van zeekapitein Karl Theodor Gustafsson en Sofia Antonina Schinder. In 1928 begon ze met haar studie aan de Centrale Hogeschool voor de Kunsten in Helsinki waar ze in 1932 afstudeerde als meubelontwerper. Tijdens haar studie kreeg ze les van glaskunstenaar Arttu Brummer. In 1933 begon ze haar carrière als glasontwerper bij Riihimäki. Haar eerste ontwerpen voor Riihimäki werden in kleine oplage in productie genomen. Datzelfde jaar won ze een bronzen medaille op de Triënnale van Milaan. In diezelfde periode was Nyman werkzaam voor verlichtingsfabrikant Oy Taito AB. Daar werkte ze samen met Paavo Tynell aan de ontwerpen van verlichting voor het Svenska Teatern (Zweeds theater) in Helsinki. Doordat Finse bedrijven nauwelijks ontwerpers in vaste dienst namen, werkte Nyman op freelance basis. In 1936 trouwde ze met Gunnar Nyman met wie zij drie kinderen kreeg. Het gezin woonde in het centrum van Helsinki.
Datzelfde jaar werden door glasfabrikanten Karhula en Riihimäki ontwerpwedstrijden uitgeschreven. De ontwerpen van de winnaars van de wedstrijden werden tentoongesteld op de Wereldtentoonstelling van Parijs in 1937. Nyman deed aan beide wedstrijden mee en behaalde een tweede en derde prijs. Nyman ontwierp ook enkele meubels die tevens op de Wereldtentoonstelling werden getoond. Voor haar ontwerp voor Riihimäki ontving ze een gouden medaille en ze won twee zilveren medailles voor haar meubelontwerpen. De Wereldtentoonstelling van 1937 wordt gezien als een keerpunt in de Finse glaskunst; glaskunstenaars gingen steeds meer onder eigen naam ontwerpen creëren.
In 1938 organiseerde Nyman samen met textielkunstenaar Dora Jung, met wie ze goed bevriend was, een expositie in het Art Industry Museum. Hier werden enkele werken die Nyman voor Riihimäki creëerde getoond.
Door de grondstoffenschaarste naar aanleiding van het uitbreken van de Tweede Wereldoorlog lag de productie van kunstglas stil. Desondanks werd er in Stockholm in 1941 een tentoonstelling georganiseerd over Finse glaskunst. Hiervoor ontwikkelde ze het stuk ”Facett I”. Na de oorlog werd in 1946 een tentoonstelling over Noordse kunst georganiseerd in Stockholm. Hier werden Nymans stukken ”Facett II”, ”Calla” en ”Snäckan” getoond waarvoor ze veel lof kreeg. De stukken werden geproduceerd door Riihimäki en A. Ahlström Oy dat later samenging met glasproducent Iittala. Haar ontwerpen worden gekenmerkt door het gebruik van zowel organische als geometrische vormen en het gebruik van dik kristalglas. In 1947 begon Nyman met het vervaardigen van stukken voor Nuutajärvi.
Nyman overleed op 7 oktober 1948 op 39-jarige leeftijd aan de gevolgen van kanker. Haar laatste zomer bracht ze door met haar gezin in Sipoo. Toen Nyman overleed was haar jongste dochter drie jaar oud. Ondanks haar ziekte is Nyman nooit gestopt met het creëren van glas. Ze werd in 1951 postuum geëerd met een gouden medaille op de Triënnale van Milaan.
In 2019 werd het archief van Nyman aan het Designmuseum in Helsinki gedoneerd. Het archief bestaat onder meer uit foto's en schetsen.

## Exposities (selectie)
- Wereldtentoonstelling in Parijs (1937)
- Textiel - Meubels - Glas, Art Industry Museum (1938)
- Expositie over Finse glaskunst, Stockholm (1941)
- Expositie over Noordse kunst, Stockholm (1946)

De werken van Nyman zijn onderdeel van diverse musea, waaronder het British Museum, het Fins Glasmuseum, het Metropolitan Museum of Art en het Museum of Modern Art.
- Gemeinsame Normdatei: 128787171
- International Standard Name Identifier: 0000 0000 8218 0965
- KulturNav: f3edb2a3-a08f-44e5-b41f-baecb759aa23
- Library of Congress Control Number: nr2003017892
- National Gallery of Victoria: 2613
- RKD-Nederlands Instituut voor Kunstgeschiedenis: 454512
- Système universitaire de documentation: 139797165
- Union List of Artist Names: 500279544
- Virtual International Authority File: 33059327
- WorldCat: E39PBJfh67mxbBf7cY6ry87yh3